# Lena (Asturies)
Pour les articles homonymes, voir Lena.
Lena (nom officiel asturien : Ḷḷena) est une commune (concejo) située dans la communauté autonome des Asturies en Espagne.
Son chef-lieu, Pola de Lena, avec ses 8 682 habitants (en 2013), est le hameau le plus grand de la commune et le dixième des Asturies.

## Géographie
Elle est située dans le massif central asturien. Elle est délimitée au nord par Mieres, au sud par la Province de León, à l'est par la commune d'Aller et à l'ouest par les communes de Riosa et Quiros.

## Paroisses
La commune de Lena est divisée en 24 paroisses civiles, qui sont énumérées ci-dessous avec leur nom officiel en asturien lorsqu'il diffère du nom castillan : 
- Cabezón
- Campomanes (Campumanes)
- Carabanzo
- Casorvida (Casorvía)
- Castiello (Castieḷḷo)
- Columbiello (Columbieḷḷo)
- Congostinas
- Felgueras
- Herías (Erías)
- Jomezana (Xomezana)
- Las Puentes
- Llanos (Chanos de Somerón)
- Muñón Cimero (Muñón Cimiru)
- Muñón Fondero (Muñón Fondiru)
- Pajares (Payares)
- Parana
- Piñera
- Pola de Lena (La Pola)
- San Miguel del Río (Samiguel del Río)

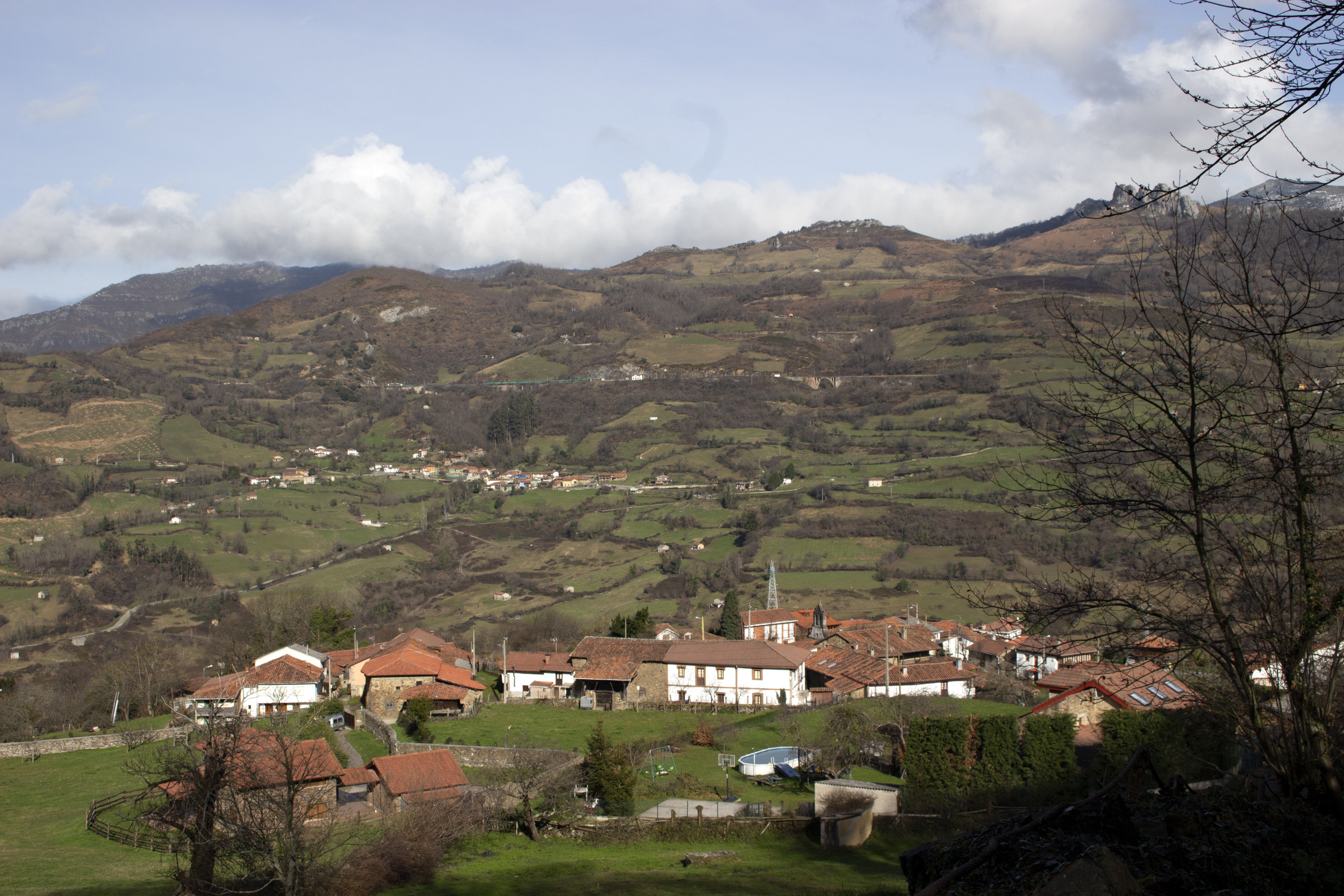
La paroisse de Herías.

- Sotiello (Sotieḷḷo)
- Telledo (Teyeo)
- Tuiza
- Villallana (Viḷḷayana)
- Zureda (Zurea)